# Сорделло
Сорделло или Сордель (1200/20 г. — 1269/70 г.) — провансальский трубадур. Происходил из знатного мантуанского рода. Будучи при дворе графа Сан-Бонифачио, правителя Вероны, влюбился в жену его Куниццу и похитил её. Скрывался в Испании и Лангедоке. Находился при дворах Карла I Анжуйского и графов Прованских. Сордель участвовал в походе Карла I против Манфреда Сицилийского, попал в плен, был выкуплен.
Известны 40 песен его сочинения. В «Плаче по Блакацу» (ум. 1236) — провансальскому сеньору, трубадуру и покровителю трубадуров — Сордель использовал популярный в средневековой литературе мотив «съеденного сердца». В своей песне Сордель советует разделить сердце столь доблестного рыцаря между недостойными владыками, дабы они стали такими же смелыми.
Сордель — действующее лицо поэмы Данте «Божественная комедия». В «Чистилище» (песни VI, VII и VIII) он становится проводником Данте и Вергилия, указывая на души трусливых земных владык — «героев» плача по Блакацу. Жизнь Сорделя, полная приключений, также вдохновила Роберта Браунинга в 1840 году на создание поэмы «Сорделло».
Находившийся на службе у трубадура жонглёр Пикандом (Picandom, возможно, родом из Прованса) известен как автор одной тенсоны на галисийско-португальском языке «Vedes, Picandom, som maravilhado» (V 1021) с португальским трубадуром Жуаном Соарешем Коэлью (João Soares Coelho).